# Puducherry

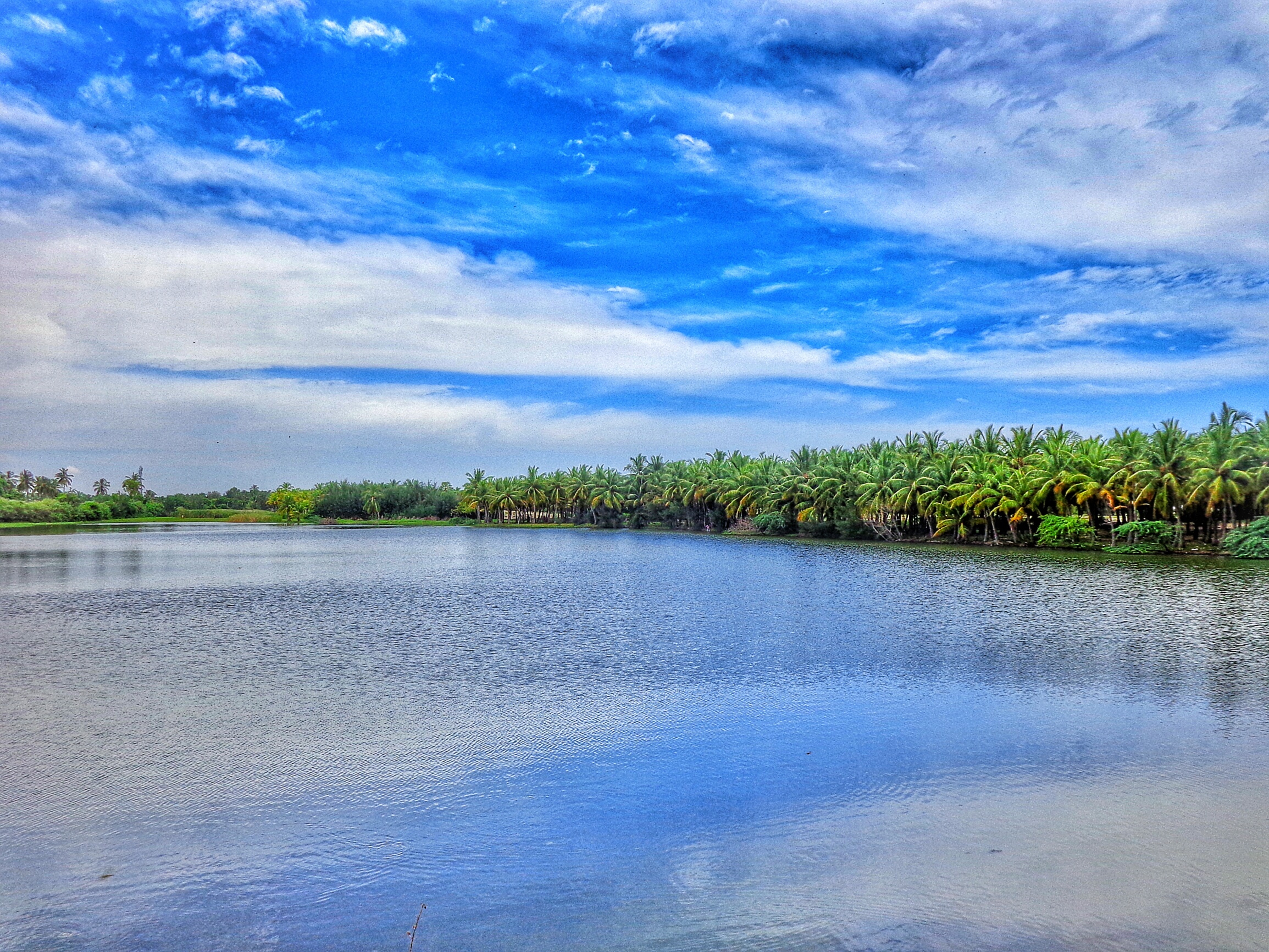

Puducherry, de asemenea cunoscut sub numele de Pondicherry, este un teritoriu unional din India. A fost format din patru teritorii ale fostei Indii Franceze, cu excepția Chandannagarului, și anume Pondichéry (Pondicherry; acum Puducherry), Karikal (Karaikal), Mahé și Yanaon (Yanam), și poartă numele celui mai mare district, Puducherry. Cunoscut istoricește sub numele de Pondicherry, teritoriul și-a schimbat denumirea oficială în Puducherry la 20 septembrie 2006.
Teritoriul unional Puducherry se află în partea de sud a Peninsulei Indiene. Districtul Puducherry și districtul Karaikal se învecinează cu statul Tamil Nadu, în timp ce districtele Yanam și Mahé sunt enclave în statele Andhra Pradesh și, respectiv, Kerala. Puducherry este al 29-lea după numărul populației și al treilea după densitatea acesteia dintre statele și teritoriile unionale din India. Are un produs intern brut (PIB) de 2,9 miliarde dolari SUA și se clasează pe locul 25 în India.
Hinduismul este religia majoritară cu 87,3% din populație. Alte religii includ creștinismul (6,29%) și islamul (6,05%).
Cea mai răspândită limbă este tamila, care este limba maternă a 88.2 % din populație. Există, de asemenea, vorbitori de telugu (5.96 %), malayalam (3.84 %), urdu (0.69 %) și hindi (0.47 %).